# Dolní Slivno
Dolní Slivno är en ort i Tjeckien.   Den ligger i regionen Mellersta Böhmen, i den centrala delen av landet, 30 km nordost om huvudstaden Prag. Dolní Slivno ligger 268 meter över havet och antalet invånare är 312.
Terrängen runt Dolní Slivno är platt. Runt Dolní Slivno är det ganska tätbefolkat, med 78 invånare per kvadratkilometer. Närmaste större samhälle är Mladá Boleslav, 16,6 km nordost om Dolní Slivno. Trakten runt Dolní Slivno består till största delen av jordbruksmark.